# Царски испити
Царски испити су тестови које је било неопходно положити како би се запослило у државној служби у царској Кини. Тестови су били засновани на познавању кинеских класичних књижевних дела, као и разних области уметности, права и војних стратегија. Испитивање се спроводило на три нивоа на сваке три године. Женама, сељацима, трговцима, занатлијама, као и будистичким и таоистичким свештеницима полагање није било дозвољено. За спремање самих испита требало је доста времена и новца, те је већина кандидата била из имућнијих породица. Овакав систем испита се касније проширио и на суседне азијске земље, док је западни свет за њега сазнао путем извештаја које су писали европски мисионари. Такође, ови кинески испити имали су утицај на британску Источно-индијску компанију која је користила сличан метод у одабиру запослених као и на Сједињене Америчке Државе које су основале сопствени програм тестирања за одређене државне послове након 1883. године. Године 1994. уведени су тестови за цивилну службу на државном нивоу, који пружају шансу за запослење у државничком пословном сектору, и као такви подсећају на испите у царској Кини.

## Историја

### Династија Хан
Порекло царских испита датира из периода владавине династије Хан (кин. 汉朝, пин. Hàn Cháo; 208. п. н. е. - 220. г. н. е.). Након распада старог феудалног система династије Ћин (кин. 秦朝, пин. Qín Cháo; 221.п. н. е - 208. п. н. е.), ауторитативна династија Хан морала је да нађе добар начин за управљање великим царством. Тада је почео да се полаже неки вид испита, али је и даље већина званичника у царској служби именована на основу препоруке неког угледног аристкократе. Декрети за ову врсту регрутовања државних службеника доношени су с времена на време, а службеницима који нису успели да добију такве препоруке снижен је чин или су примали суровије казне. Испити су се првенствено користи за класификацију кандидата који су посебно препоручени.

### Династије Суи и Танг
У периоду транзиције, који је уследио након поновног уједињења Кине под династијом Суи (кин. 隋朝, пин. Suí Cháo;  581. г. н. е - 618. г. н. е.), дошло је до јачања моћи племства. Након смрти цара Вена, племство се враћа конфуцијанизму и започиње реорганизацију система царских испита. Међутим, испити су у том периоду имали статус пуке формалности, те су царски званичници на годишњем нивоу самостално бирали три образована индивидуалца, за чије су знање и кредибилитет сносили личну одговорност.
За време династије Танг (кин.  唐朝, пин. Táng Cháo; 618. г. н. е - 907. г. н. е.), дошло је до највећег развоја од времена династије Хан. Годишњи буџет је знатно повећан, а престоница Чанган постала је урбани центар са око 2 милиона становника. Због потреба одржавања администрације, отворен је велики број службеничких радних места, а многи чланови младог племства одлазили су у престоницу ради полагања царских испита.
На почетку владавине династије Танг, царски испити били су критеријум за регрутовање службеника, чији је број на годишњем нивоу био релативно мали (15 службеничких места). Поред тога, испите су полагали синови из имућнијих породица, који су располагали временом и средствима за припрему испита, док је то представљало скоро немогућ задатак за обичног човека, који није имао новац за припремну наставу. Утицај који је аристократија имала, као и наследне јин привилегије, биле су одлучујући фактор у избору службеника.
Објективност царских испита била је упитна до доласка на власт прве и једине царице у Кини. Царица Ву Цетјен (кин. 武则天, пин. Wǔ Zétiān; 690. г. н. е - 705. г. н. е.) је пре званичног ступања на власт, користећи се разним сплеткама унутар царског двора, градила своју моћ, а у царским испитима уочила је прилику за преузимање моћи других министара на власти. Сматра се да је Ву Цетјен измислила сакривање имена кандидата, тако да на коначан избор не утичу њихов идентитет и порекло, већ знање. Чак и поред таквих мера, не може се са сигурношћу рећи да су испити спровођени потпуно непристрасно.
Царица је користила царске испите као политичко оружје против северозападне аристократије, чији су припадници имали привилегију да раде у влади без полагања царских испита. Захваљујући њој, сви су морали да полажу испите, а полагање је одобрено и људима који нису били из елитних слојева друштва. Ву Цетјен је јачала своју политичку моћ кроз подршку становништва удаљених крајева, у којима је промовисала образовање ради припреме за испите. На овај начин, за време династије Танг, почиње прелаз са владавине аристократских породица на владавину образоване и елитне бирократије, која је бирана уз помоћ царских испита. Године 659. извршена је ревизија националне генеалогије, у којој је нагласак стављен на службенички ранг, а не на породично порекло појединца.
На почетку владавине династије Танг, цар Тајцунг (кин. 太宗, пин. Tàizōng; 598. г. н. е - 649. г. н. е.) интерпретирао је конфуцијанске класике у једној компилацији коментара канонских дела, која је постала темељ класичног конфуцијанског образовања у Тангу. Ово доба познато је и као „златно доба поезије“, те су многи кандидати писали поезију и прозу као део припреме за испит, а интерес за класична дела је знатно повећан. Међутим, царски испити били су и свеприсутан мотив у кинеској поезији, писаној од стране оних који нису успели да их положе и добију посао као државни службеници.
Трговцима је било забрањено да полажу царске испите, те су многи покушавали да то учине илегално. Иако су то углавном били веома образовани људи, често су понижавани у друштву, и то не само преко испита, већ и преко посебне одеће коју су морали да носе, као и великог броја пореза које су плаћали. Многи од њих постали су бунтовници, а најпознатији међу њима био је Ан Лушан, чувен због устанка из 755. године, који је значајно ослабио династију Танг.

### Период пет династија и десет краљевстава
Након што је династија Танг скинута са власти, земља се поново нашла у стању разједињености. То је познато као период Пет династија и десет краљевстава (кин. 五代十国, пин. Wǔdài Shíguó). У овом периоду, непристрасност приликом оцењивања царских испита за коју се залагала царица Ву Цетјен из династије Танг, полако је нестајала, и царски испити враћали су се традиционалним путевима полагања. Они су укључивали политичке везе и непотизам, који су заменили знање. Иако је ово био случај са испитима, у подељеној Кини мрежа аристократских породица које су владале је срушена, те се на власти нашао бирократски систем, који је зачет за време династије Танг. Бирократе биране помоћу царских испита постали су нова елита, и управо су њих људи са запада називали мандаринима, према називу мандаринског дијалекта који се користио у царском суду.

### Династија Сонг
У династији Сонг (кин. 宋朝, пин. Sòng Cháo) забележен је пораст полагања испита вишег нивоа. У теорији, свако је могао да се пријави за полагање царских испита, а у односу на ниво знања, били би у могућности да добију одређену позицију. Могућност полагања су имали и грађани из окупираних северних предела. Многи појединцису су уз помоћ успеха на царским испитима успели да пређу из ниже у владајућу класу. Неки од примера су Ванг Анши (кин. 王安石, пин. Wáng Ānshí), који је предложио реформу царксих испита како би били практичнији, и Џу Си чија је интерпретација „Четири књиге“ постала оличење неоконфуцијанизма у каснијим династијама. Друга два успешна примера уласка у политику кроз систем царских испита су били Су Ш (кин. 苏轼, пин. Sū Shì) и његов брат Су Џе, који су постали политички противници Ванг Аншија. Иако је један од главних циљева система царских испита био промовисање разноврсности политичког мишљења и смањивање могућности преовлађивања одређеног статуса и идеологија, спремање самих испита изискивало је доста времена и новца, те је већина кандидата била из имућнијих породица.
Од 937. године, по одлуци цара Тајцуа, испите је надгледао цар лично. Пракса преписивања тестова како би се одстранила могућност препознавања кандидата путем калиграфије, уведена је 1005. године. Разне реформе у систему царских спита су донете у династији Сонг. Једна од најзначајнијих припада Фан Џонгјену, чија је реформа започела процес који је довео до формирања школског система.

### Династије Јуен, Минг и Ћинг

#### Династија Јуен
Пораз који су монголска племена предвођена Кублај-каном (монг. Хубилай хаан; 1260. г. н. е - 1294. г. н. е.) нанела династији Сонг 1279. године значио је уједно и почетак владавине прве не-Хан династије у Кини коју су основали управо Монголи - династије Јуен (кин. 元朝, пин. Yuán Cháo; 1271. г. н. е - 1368. г. н. е.). Кублај-кан је укинуо систем царских испита верујући да конфуцијанско учење није неопходно за управничке послове.
Систем је наново оживљен 1315. године, за време владавине цара Жен Цунга, али са значајним изменама. Уведен је систем квота и у погледу броја кандидата и броја доступних степена образовања. Систем је заснован на расној подели популације на четири групе (касте): Монголи, Сему-жен (не-Хан националности), Северни и Јужни Кинези као њихови Хан-непријатељи. Државни интереси, уједно и у корелацији са интересима аристократског не-Хан сталежа, представљали су приоритет па је стога овај систем квота које су распоређиване аритметички, несразмеран популацији или броју кандидата, несумњиво фаворизовао Монголе, док су Кинези из јужних области били у нарочито лошем положају.
Иако је династија Јуен прва успела да учврсти своју власт на заузетом трону, ипак није успела да увиди потребу да се кроз систем царских испита регрутују чиновници и званичници, много више упознати са оним што чини кинески дух и корене кинеске цивилизације. Узевши у обзир необразованост већине припадника монголских племена, направили су систем који потискује Хан Кинезе из политичке сфере деловања што је као последицу имало гомилање назадовољства израженог кроз побуне које су и довеле до краја владавине ове династије. 

#### Династија Минг
Династија Минг (кин. 明朝, пин. Míng cháo; 1368. г. н. е. - 1644. г. н. е.) преузела је и проширила систем царских испита наслеђен из ранијих периода кинеске историје. Ова династија настојала је да кроз институције државне службе уведе конфуцијанизам као битан део јавног и приватног живота. Неоконфуцијанске интерпретације постају општеприхваћена доктрина, а 1370. године цар Хонг Ву (кин. 洪武, пин. Hóngwǔ; 1368. г. н. е. - 1398. г. н. е.) наређује да чиновнички испити покривају области „Четири књиге“, као и предавања и политичке анализе у складу са неоконфуцијанским каноном које је Џу Си успоставио раније у династији Сонг.
Упоредо са чиновничким испитима, као део образовања у царској Кини постојале су и државне школе. Упркос њиховом почетном успеху, ове школе се најзад стапају са системом чиновничких испита и постају ништа више до успутна станица за самостално припремање полагања поменутих испита. Већи проблем представљале су приватне академије које за време династије Минг постају седишта политичких гледишта супротних оним званично прихваћеним. Зато су владари и династије Минг, и касније династије Ћинг, покушавали да уведу нека ограничења којим би зауставили ширење ових ваннационалног школског система основаних академија. Ипак, интересантно је да се одвајање образовања од политичке и социјалне контроле није видело као проблем вредан разматрања све до XX века.
Стриктна неоконфуцијанска доктрина успостављена је баш у време када су комерцијализација и бројност популације расли, што је за резултат имало значајан пораст броја пријављених кандидата за полагање нижих нивоа испита. Последично, више и престижније функције добијали су они са вишим степеном образовања, по правилу из добростојећих породица. Тако династија Минг започиње процес све тежег и тежег доласка до високих позиција управе.
Образовање је било засновано на социјалним разликама између интелектуалаца, сељака, занатлија и трговаца, у опадајућем редоследу по рангу и престижу. Тек у династији Минг синови трговаца законски стичу право да полажу чиновничке испите. За разлику од Европе и Јапана где су снажне социјалне баријере између племства и обичних људи спречиле „претварање“ комерцијалног богатства у елитни статус, обиље земљишта и комерцијално богатство за време династија Минг и Ћинг испреплетани су са статусом стеченим чиновничким испитима, стварајући тиме један од разлога потенцијалних класно заснованих побуна у Кини.

#### Династија Ћинг
Династија Ћинг (кин. 清朝, пин. Qīng cháo; 1644. г. н. е. - 1911. г. н. е.), слично претходној династији, није имала циљеве да образовањем трансформише друштво (као што је то случај код династије Сонг). Основни захтев државе да образовни систем мора служити јачању политичких, социјалних и моралних вредности које би династију што дуже одржали, био је нераскидиво повезан са конфуцијанским реторичким уздизањем образовања и приоритета грађанских вредности као мере социјалног и моралног богатства.
Манџурци су, за разлику од Монгола, увидели начин да очувају династичку моћ тако што су врло лукаво искористили све предности потпуне опседнутости Хан Кинеза личним напредовањем кроз систем чиновничких испита. Током првих година своје владавине, Манџурци су испите одржавали знатно чешће него што је то било уобичајено, тиме усмеравајући сву неисцрпну ученост и таленат кинеских интелектуалаца ка тој активности чиме су „разоружавали“ до тада најжешће противнике Манџураца.
Проблем који се јавио у овом периоду јесте пораст броја људи са положеним чиновничким испитом који је био у несразмери са спорим порастом броја националних и локалних положаја што је проузроковало могућност избијања побуне незадовољних чиновника који никад нису ни постављени на свој положај. Као резултат, управа је била принуђена да уведе квоте и да ограничи број кандидата на прихватљив број. Квоте су такође уведене и на испитима полаганим у престоници како би се избалансирале географске разлике (кандидати са развијенијег југа одувек су имали боље резултате на испитима од оних са севера).
У Таипингу се, 1853. године, одржао први чиновнички испит у кинеској историји на коме је дозвољено да и жене буду кандидати. Ипак, ово нису били „регуларни“ испити - уводи их самопроглашено хришћанско „краљевство“ и, између осталог, захтевали су знање Библије. Фу Шансјанг је изашла на испит и тако у кинеској историји остала забележена као прва жена џуангјуен - титула која се даје неком ко са највишом оценом положи највиши степен чиновничког испита.

### Укидање царских испита
Након војних пораза из 1890-их и подстицања развоја националног школског система, реформатори Канг Јоувеј и Лианг Ћичао су тражили укидање царских испита. После Боксерског устанка, влада је увела реформе које би укинуле испите. Меморандум за прекид одржавања царских испита на свим нивоима издат је 2. септембра 1905. године. Дипломе новог школског система постале су еквиваленти диплома царских испита, али детаљнији план рада новог система није успео да се развије до пада царства 1911. године, јер је укидањем царских испита нестао стари систем, у којем је конфуцијанизам био званична идеологија Кине, а учене бирократе су имале посебан статус.

## Полагање царских испита

### Процедура
Испити су се одржавали у великим салама које су имале изоловане собе за испитивање, а у некима су постојале и посебне ћелије. Дужина трајања испита мењала се у зависности од династије на власти, али су углавном трајали од 24 до 72 сата. Кандидатима је било дозвољено да са собом понесу бокал за воду, ноћни суд, постељину, храну, мастило и четкице. У собама и ћелијама налазио се кревет који је могао да се расклопи у клупу и сто.
По доласку кандидата, стражари су најпре утврђивали њихов идентитет и претресали ствари, тражећи сакривене штампане текстове. Овакав облик варања био је честа појава, узевши у обзир да су учесници морали да знају напамет конфуцијанске класике, а изостављањем једног карактера падали би испит. Сваки контакт са другим кандидатима био је строго забрањен, а учесници нису били ометани ни на који начин за време трајања испита. Уколико би кандидат преминуо у току испита, стражари би замотали његово тело у покривач од сламе и бацили га преко заштитних зидина.
Области које су сачињавале курикулум царских испита у почетку, биле су „Шест вештина“ – музика, аритметика, писање, ритуали и церемоније, стрељаштво и јахачка вештина. До времена династије Суи курикулум испита проширен је на „Пет студија“ – војна стратегија, грађанско право, приход и порез, агрикултура и географија, конфуцијанска класична дела.

### Нивои
Испити су спровођени на нивоу округа, провинције, метрополе и двора. Студенти су често више пута полагали испите пре него што би добили своју диплому. Први циклус испита одржавао се на локалном нивоу сваке године, и могли су да га полажу образовани појединци још од адолесцентног доба. Испити на нивоу провинције одржавали су се сваке три године у главном граду провинције. У престоници су се одржавали испити на нивоу метрополе, такође на сваке три године. Број кандидата који су могли да прођу ове испите био је ограничен на 300 студената. Највиши ниво испита, ниво двора, одржавао се сваке три године у Царској палати, и надгледао их је цар лично.

### Дипломе
Дипломе и звања зависили су од нивоа на којима су испити полагани. Они који су положили испите локалног нивоа, добијали су диплому тонгшенг (кин. 童生, пин. tongsheng - деца студенти). Диплома из испита на нивоу области била је шенгјуен (кин. 生員, пин. shengyuan - студент члан), и она је подразумевала ослобођење од телесног кажњавања и тешког рада, право на ношење студентске одоре и малу државну плату. Полагањем овог испита, кандидат је постајао део господског сталежа. Да би добио запослење као службеник, кандидат је морао да има диплому ђужен (кин. 舉人, пин. juren - препоручен човек). Достизање овог звања захтевало је много година учења, што је најчешће било након тридесете године живота. Највише звање било је ђинши (кин. 進士, пин. jinshi - напредан студент), и њега су имали само ретки изузетни кандидати. Позицију министра добијали су појединци чије је есеје са испита изабрао цар лично.

### Војни испити
Војни испити су спровођени уз цивилне испите, и за циљ су имали избор војних званичника. Кандидати су углавном били пореклом из војних породица, и образовали су се у војним школама. Дипломе које су добијали биле су војне верзије диплома ђинши и ђужен. Процедура полагања војних испита била је иста као процедура код цивилних испита, са додатком тестирања одређених вештина. На једном од тих испита кандидат је требало да испали три стреле јашући коња – уколико ниједна не би погодила мету, или би он пао са коња, не би положио испит. Овакви војни испити су се поред Кине, одржавали и неко време у Кореји и Вијетнаму.

## Значај
Значај царских испита огледа се у чињеници да су они представљали спону између интелектуалног, друштвеног и политичког живота у Кини. Путем испита биране су бирократе, а самим тим у каснијем развоју Кине, власт. Уз ову улогу, испити су одржавали и класну структуру, а због тесне везе са конфуцијанизмом, царством и грађанским сталежом, били су један од разлога што су управо ти елементи Кине стабилизовани и очувани више стотина година.